# Dél-sziklás-hegységi farkas
A dél-sziklás-hegységi farkas (Canis lupus youngi) a farkas (Canis lupus) észak-amerikai kihalt alfaja. A faj a túlzott vadászat és élőhelyének elvesztése miatt halt ki. 1940 után nem érkezett több észlelés róla.

## Előfordulása
Nevada, Utah és Colorado államok területén élt.

## Megjelenése
Közepes méretű, világos színű farkasok voltak.